# 格温·肖特威尔
格温·肖特韦尔（原姓罗利，1963年11月23日—），美国工程师与商业人物，美国私营航天企业SpaceX总裁兼首席运营官，负责公司日常运营和发展。
截至2020年，《福布斯》在全球最有权势的女性列表中将肖特韦尔排在第49位。《時代》杂志将她列为2020年100位最具影响力的人物之一。

## 早年生活
肖特韦尔生于美国伊利诺伊州埃文斯顿市，在三姐妹中排行老二，她的父亲是一位脑外科医生和艺术家，在伊利诺伊州的利伯蒂维尔长大。她以优异的成绩获得了西北大学机械工程和应用数学专业的理學學士和硕士学位。

## 职业生涯
肖特韦尔最初计划在汽车行业工作，并参加了克莱斯勒公司的管理培训项目，但她希望能在工程领域发挥更多的实际作用 ，因此她并没有留在该行业。
1988年，她开始在美国宇航公司的埃尔塞贡多研究中心工作，从事军事空间研究和开发合同的技术工作。在十年任期内，她从事热分析工作，撰写了几十篇论文，内容涉及各种主题，包括小型航天器概念设计、红外特征目标建模、航天飞机集成和再入飞行器的运行风险。
为了“建造并组装航天器”，她于1998年离开了美国宇航公司，成为位于埃尔塞贡多的低成本火箭制造商微观公司（Microcosm Inc.）的空间系统部门主管。在公司中，她还在执行委员会任职，负责公司业务发展。
肖特韦尔于2002年加入了SpaceX ，一家由埃隆·马斯克在同年创立的一家私人商业太空探索公司，她的头衔是业务发展副总裁，并同时在SpaceX董事会任职。她是公司的第11名员工。 肖特韦尔现在是SpaceX的总裁兼首席运营官，负责公司的日常运营并管理客户与战略关系，以支持公司发展。
2010年12月，SpaceX成为第一家成功发射、进入轨道和回收航天器的私人公司。它还与NASA签订了一份价值数十亿美元的合同，向国际空间站（ISS）运送宇航员和科学仪器。2020年5月30日，SpaceX成为第一家向地球轨道发射两名宇航员的私营公司。 SpaceX还致力于开发下一代空间运输系统，以便在不久的将来将人们带到火星。
2019年2月6日，北极星工业（Polaris Industries）宣布肖特韦尔将在2019年3月1日加入公司董事会。 

## 公众宣传
肖特韦尔于2013年6月在TEDxChapmanU期间发表了TEDx演讲，主题是科学，技术，工程和数学的重要性。 她定期对商界人士发表演讲，并于2014年6月在布伦特-斯考克罗夫特国际安全中心为 "行业领袖 "系列发表演讲，介绍私人企业家在推进航天技术方面的成就。
在2018年的TED大会上，肖特韦尔接受了克里斯·安德森（Chris Anderson）关于SpaceX未来计划的采访。 
在2018年9月28日举行的“葛麗絲·霍普-庆祝计算机领域的女性”活动中，肖特韦尔发表了主题为“启动我们的未来”的演讲，她讨论了她对航空航天技术的愿景，以及为什么多样性和女性的包容性是社会进步的必要条件。

## 个人生活
肖特韦尔的丈夫为罗伯特·肖特韦尔（Robert Shotwell），他是一名美国宇航局喷气推进实验室的工程师。她的初婚是里昂·古列维奇（Leon Gurevich），她与第一任丈夫育有两个孩子。 

## 奖项及荣誉
- 2012年：国际技术女性名人堂[11]
- 2017年：卫星（Via Satellite）2017年年度执行官[15]
- 2018年： 《福布斯》美国科技女性50强。 [16]
- 2020年：《时代》杂志最具影响力的100位人物[3]